# Episodi di All Saints (quarta stagione)
La quarta stagione della serie televisiva All Saints è stata trasmessa in anteprima in Australia da Seven Network tra il 13 febbraio 2001 e il 27 novembre 2001.
| nº | Titolo originale             | Titolo italiano | Prima TV Australia | Prima TV Italia |
| -- | ---------------------------- | --------------- | ------------------ | --------------- |
| 1  | The Heat Is On               |                 | 13 febbraio 2001   |                 |
| 2  | What Katie Did Next          |                 | 20 febbraio 2001   |                 |
| 3  | Happy Birthday               |                 | 27 febbraio 2001   |                 |
| 4  | Bend Till You Break          |                 | 6 marzo 2001       |                 |
| 5  | A Matter of Choice           |                 | 13 marzo 2001      |                 |
| 6  | Mixed Messages               |                 | 20 marzo 2001      |                 |
| 7  | Defiance & Denial            |                 | 27 marzo 2001      |                 |
| 8  | Secrets and Lies             |                 | 3 aprile 2001      |                 |
| 9  | Changing Places              |                 | 3 aprile 2001      |                 |
| 10 | Too Little Too Late          |                 | 10 aprile 2001     |                 |
| 11 | Night Terrors                |                 | 17 aprile 2001     |                 |
| 12 | Lest We Forget               |                 | 24 aprile 2001     |                 |
| 13 | Lost Boys                    |                 | 1º maggio 2001     |                 |
| 14 | You Do Me Wrong              |                 | 8 maggio 2001      |                 |
| 15 | All the Sons and Daughters   |                 | 15 maggio 2001     |                 |
| 16 | To Be or Not to Be           |                 | 22 maggio 2001     |                 |
| 17 | Growing Pains                |                 | 29 maggio 2001     |                 |
| 18 | Bed of Roses                 |                 | 5 giugno 2001      |                 |
| 19 | Can You Hear Me?             |                 | 12 giugno 2001     |                 |
| 20 | Close to Home                |                 | 19 giugno 2001     |                 |
| 21 | Skeletons in the Closet      |                 | 26 giugno 2001     |                 |
| 22 | The Sign                     |                 | 3 luglio 2001      |                 |
| 23 | Maiden's Revenge             |                 | 10 luglio 2001     |                 |
| 24 | Chains of Love               |                 | 10 luglio 2001     |                 |
| 25 | Reality Bites                |                 | 17 luglio 2001     |                 |
| 26 | Law of the Jungle            |                 | 24 luglio 2001     |                 |
| 27 | Private Lives                |                 | 31 luglio 2001     |                 |
| 28 | Empty Nest                   |                 | 7 agosto 2001      |                 |
| 29 | Poles Apart                  |                 | 14 agosto 2001     |                 |
| 30 | Delicate Matters             |                 | 21 agosto 2001     |                 |
| 31 | Look Into My Eyes            |                 | 28 agosto 2001     |                 |
| 32 | Wild Justice                 |                 | 4 settembre 2001   |                 |
| 33 | Life as We Know It           |                 | 11 settembre 2001  |                 |
| 34 | Simpatico                    |                 | 18 settembre 2001  |                 |
| 35 | Critical Pressure            |                 | 25 settembre 2001  |                 |
| 36 | Bitter Medicine              |                 | 2 ottobre 2001     |                 |
| 37 | Heartache                    |                 | 9 ottobre 2001     |                 |
| 38 | Where There's Smoke          |                 | 16 ottobre 2001    |                 |
| 39 | Child's Play                 |                 | 23 ottobre 2001    |                 |
| 40 | Behind Closed Doors          |                 | 30 ottobre 2001    |                 |
| 41 | A Little Death               |                 | 6 novembre 2001    |                 |
| 42 | The Other Side of Perfection |                 | 13 novembre 2001   |                 |
| 43 | Falling Down                 |                 | 27 novembre 2001   |                 |